# Rotonde de la Vignotte
La rotonde de la Vignotte est un monument situé sur la commune de Mont-de-Marsan, dans le département français des Landes. Elle est inscrite aux monuments historiques par arrêté du 4 novembre 1986.

## Présentation
La rotonde de la Vignotte est située sur le site de la Villa Mirasol, au n°2 boulevard Ferdinand-de-Candau au débouché du pont des Droits-de-l'Homme.

### Toponyme
En gascon, une « vignotte » est une petite vigne.

### Architecture
Au sud, l'accès se fait par des degrés à un porche hors œuvre dont les pilastres et colonnes doriques sont surmontés d'un fronton. A l'intérieur, les plans prévoyait un édifice composé de cabinets aménagés autour d'une salle circulaire couverte d'une coupole à caissons et à éclairage axial mais les aménagements prévus n'ont pas été réalisés.

### Historique
La Société d'agriculture, sciences, lettres et arts des Landes, créée en 1798, se donne pour ambition la mise en valeur du département, selon les préceptes de la physiocratie, école de pensée économique de la deuxième moitié du XVIIIe siècle dont la thèse centrale est que la valeur provient de l'agriculture.
Jean-Marie Valentin-Duplantier devient préfet des Landes en 1802. Dès son arrivée, il s'implique dans le développement de la ville de Mont-de-Marsan et prend la présidence de la Société d'agriculture, sciences, lettres et arts des Landes. En 1805, il loue le terrain de la Vignotte à titre personnel pour en faire un jardin expérimental. La Vignotte n'est alors qu'un petit banc de sable aride situé sur la commune de Saint-Jean-d'Août planté de vignes, surplombant la confluence de la Douze et du Midou. L'année suivante, il offre le bail à la Société d'agriculture, sciences, lettres et arts des Landes pour qu'elle y poursuive ces travaux.
Les 13 et 14 avril 1808, Napoléon Ier fait étape à l'hôtel Papin à Mont-de-Marsan sur sa route vers Bayonne. Le préfet intercède auprès de l'empereur pour que la Société d'agriculture, sciences, lettres et arts des Landes devienne propriétaire du terrain de la Vignotte, ce qui est officialisé par le décret de Bayonne du 12 juillet 1808. En 1809, Valentin-Duplantier charge David-François Panay de dessiner les plans d'un bâtiment destiné à accueillir les séances et la bibliothèque de la Société d'agriculture, sciences, lettres et arts des Landes sur ce site.
Ce dernier conçoit une rotonde de style néoclassique vouée à devenir une sorte de belvédère sur le port de Mont-de-Marsan. Les travaux sont confiés à l'entreprise de Pierre Ducor et cofinancés par le Conseil général des Landes et le préfet lui-même, sur ses deniers personnels. La rotonde figure ainsi sur le cadastre napoléonien de 1811.
Or en 1813, le Conseil général crée à Nonères la Pépinière départementale, qui devient un lieu plus propice aux expérimentations agricoles. La chute de du Premier Empire et l'entrée des troupes anglaises en ville en 1814 mettent un frein aux travaux, déjà bien avancés. Le président de la Société d'agriculture, sciences, lettres et arts des Landes cesse de soutenir le projet et l'ajourne définitivement en 1822. Les travaux de construction ne sont donc jamais achevés et l'intérieur notamment n'est pas aménagé.
Entre 1822 et 1860, la préfecture des Landes loue la rotonde et son jardin à Étienne Dive puis son fils Hippolyte, qui s'en servent comme laboratoire de distillation de matières résineuses. En 1860, la propriété est divisée en deux parcelles : une est vendue à Hippolyte Dive, l'autre au marquis de Cornulier, qui y installe une scierie, des moulins à huile de lin et de colza, un haut-fourneau et une forge. Elle passe par le jeu des ventes et des successions, aux mains de Madame de Mauléon, une des filles du marquis, et de Julien Bernos.
L'unité retrouvée du jardin et rotonde de la Vignotte est l'œuvre de Joseph Lapelle-Lateulère, industriel exploitant la minoterie de Mont-de-Marsan, qui fait construire en 1912 la villa Mirasol sur le même site.
La rotonde ouvre au public en décembre 2016 après plus de deux cents ans, le temps d'une exposition temporaire consacrée à la crèche de Commensacq.

## Galerie
Illustrations

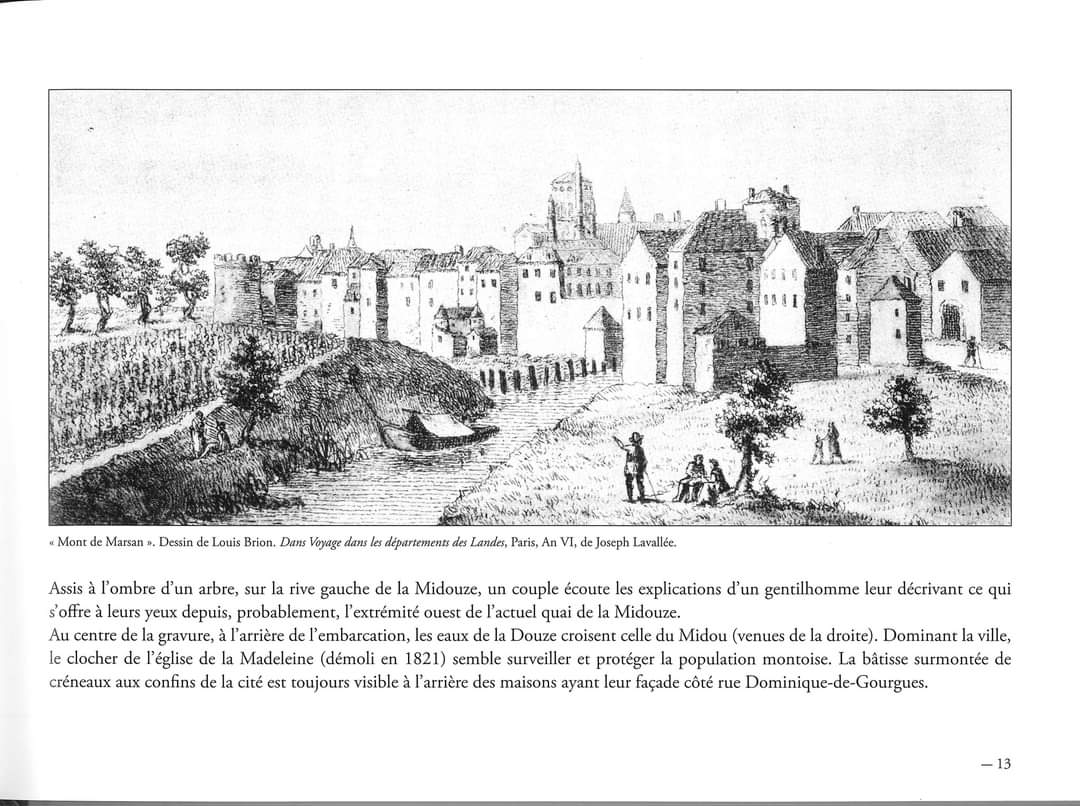
Site de la Vignotte planté de vignes à gauche sur cette illustration de l'an VI (fin du XVIIIe siècle).
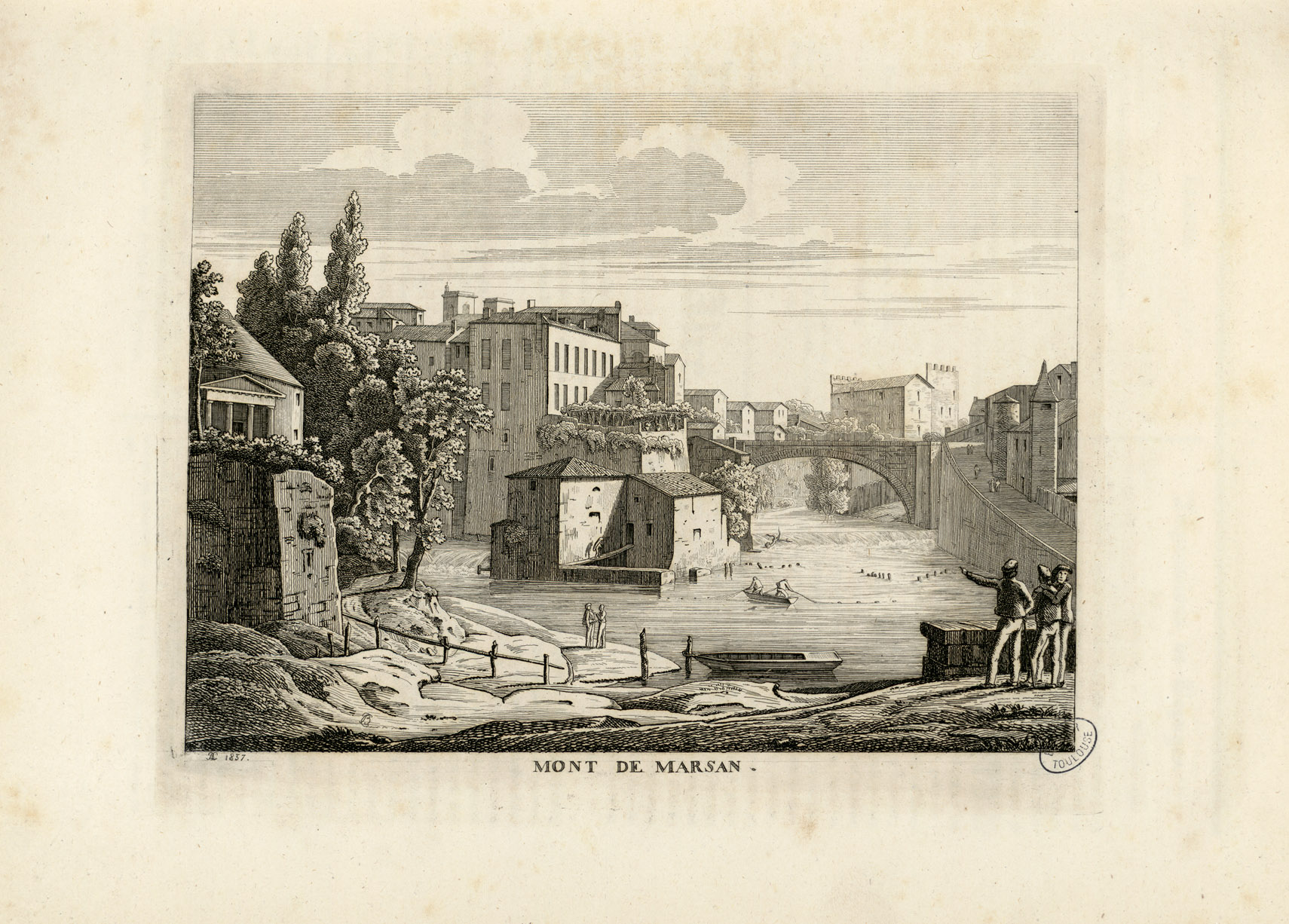
La rotonde faisant face au port de Mont-de-Marsan est représentée à gauche sur cette gravure de 1838

Photos

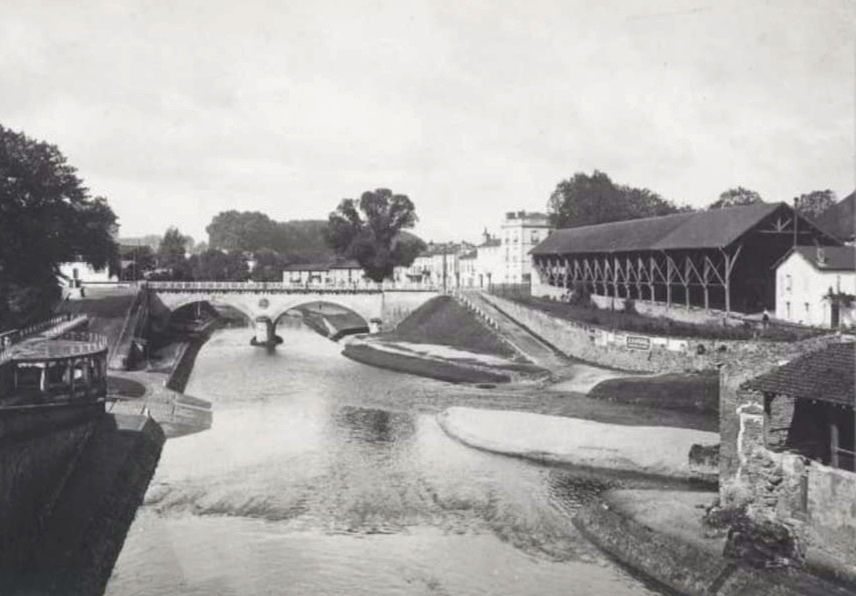
Scierie Bernos, détruite par un incendie en 1901
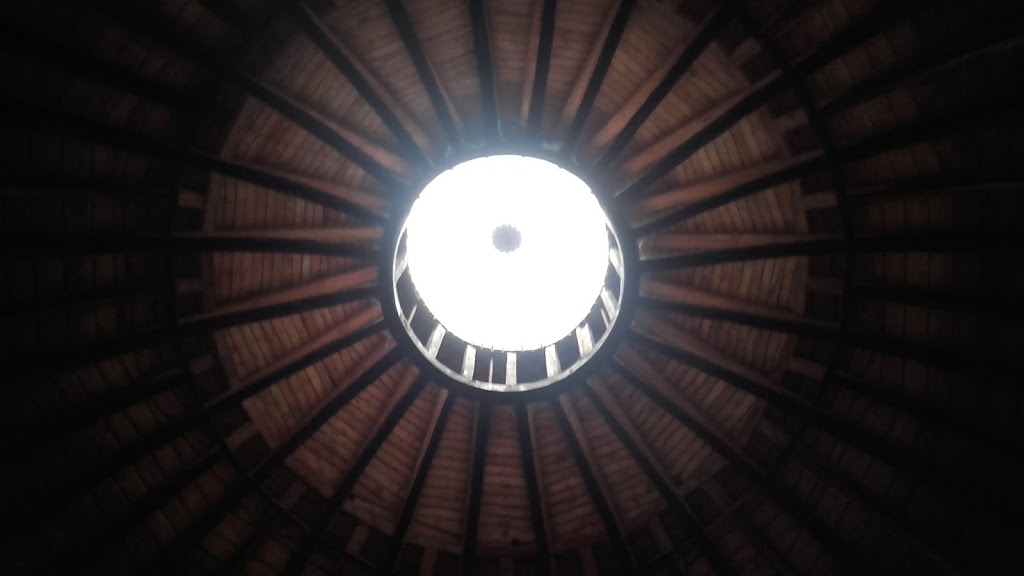
Vue intérieure de la coupole à éclairage axial
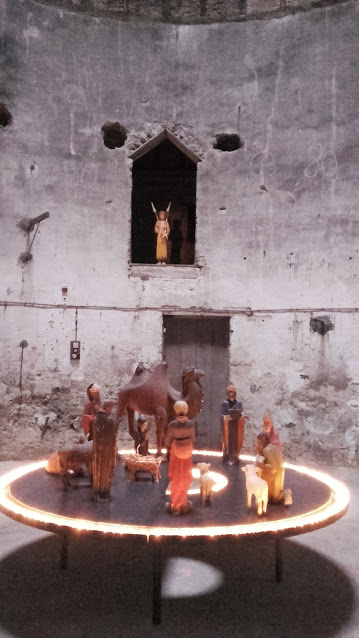
Exposition de la crèche de Commensacq en décembre 2016